# Al Greenwood
Alan Greenwood, detto Al (New York, 20 ottobre 1951), è un tastierista statunitense che ha suonato nei Foreigner durante gli anni settanta.
Contribuì alla formazione dei Foreigner nel 1976. Suonò nei primi tre album Foreigner (1977), Double Vision (1978)  e Head Games (1979) prima di venire licenziato dal gruppo nel 1980.
Nel 1980 formò una band chiamata Spys insieme al suo ex compagno nei Foreigner, il bassista Ed Gagliardi.
Nel 1985 Greenwood ha suonato le tastiere nel primo album solista del cantante Joe Lynn Turner intitolato Rescue You.